# Jac Nellemann
Jacob (Jac) Nellemann (Kopenhagen, 19 april 1944) is een voormalig Formule 1-coureur uit Denemarken. Hij reed de Grand Prix van Zweden in 1976 voor het team Brabham, maar wist zich niet te kwalificeren.